# Alexandru Grigoraș
Alexandru Grigoraş (sinh ngày 5 tháng 7 năm 1989) là một cầu thủ bóng đá người România thi đấu cho Farul Constanţa.

## Sự nghiệp
Grigoraș bắt đầu chơi bóng ở vị trí tiền đạo cùng với Callatis Mangalia ở các giải bóng đá România hạng dưới. Vào tháng 6 năm 2011, anh hết hợp đồng và ký với đội bóng Liga I của România Pandurii Târgu Jiu, một câu lạc bộ được dẫn dắt bởi bố của anh, Petre Grigoraș.

## Danh hiệu

### Câu lạc bộ
Pandurii
- Liga I (1): Á quân 2013